# Hans Maat
Hans Maat (Vlaardingen, 30 juli 1968) is een Nederlandse theoloog. Hij was directeur van het Evangelisch Werkverband binnen de Protestantse Kerk in Nederland. Maat is oprichter van de christelijke band Sela en schrijver van veel christelijke liederen.

## Levensloop
Maat groeide op in een gezin van vier kinderen. Zijn kerkelijke jeugd bracht hij door in de midden-orthodoxie van de Nederlandse Hervormde Kerk, op latere leeftijd schoof hij meer op richting de Gereformeerde Bond. Aanvankelijk volgde Maat de pabo, daarna ging hij aan de slag op een basisschool in Schiedam en later in Nijkerk. In deeltijd studeerde Maat onderwijskunde en theologie. Vanaf 1997 werkte hij als stafwerker en later gaf hij leiding aan de gemeenteondersteuning, een cluster van adviseurs die plaatselijke kerken adviseerden en trainingen en events verzorgden voor de jeugd. Ook werkte hij enkele jaren in deeltijd voor de post-hbo opleiding voor jeugdwerkers aan De Wittenberg in Zeist.
In 2004 werd na diverse muzikale projecten op zijn initiatief de band Sela gevormd, die uitgroeide tot een van de bekendste Nederlandse christelijke bands. Maat schreef veel van hun liedrepertoire. Zijn bekendste lied is Ik zal er zijn, dat meerdere malen bovenaan stond in de Top 1008 van Groot Nieuws Radio. Andere bekende liederen waarvoor Maat de tekst schreef zijn bijvoorbeeld Vreugde van mijn hart en Zie hoe Jezus lijdt voor mij. Daarnaast stelde Maat in zijn HGJB-periode de bekende liedbundel Op Toonhoogte samen, zat hij in het bestuur dat het nieuwe Liedboek voorbereidde en was hij lid van de selectiecommissie voor liederen die worden opgenomen in de bekende Opwekkingsbundel.
Maat werd in 2011 gevraagd om Hans Eschbach op te volgen als directeur van het Evangelisch Werkverband (EW), een verband van predikanten en gemeenteleden die deel uitmaken van de Protestantse Kerk in Nederland. Zij vertegenwoordigen de evangelische stroming binnen deze kerk.  
Maat stelde de bundel Hemelhoog samen, de opvolger van de bekende Evangelische liedbundel. Deze aanvulling ontstond doordat Maat niet tevreden was met de samenstelling van het Nieuwe Liedboek van 2013, vanwege een tekort aan evangelische liederen en liederen die jonge generaties waarderen. Ook ging het Evangelisch Werkverband onder leiding van Maat weer meewerken met de zogeheten protestante pioniersplekken, een initiatief van de PKN waarbij kleine groepen de basis vormen van nieuwe gemeenten.
Onder leiding van Maat nam de aandacht voor gebedsgenezing en bevrijding toe en was er meer ruimte voor lichamelijke uitingen na gebed. Het EW organiseert sinds 2015 jaarlijks een conferentie onder de titel There is more. Vooral de sterke nadruk op gebedsgenezing en de achtergrond van Randy Clark, een van de sprekers in de eerste twee jaren, veroorzaakten onrust binnen (een deel van) de achterban. Clark was betrokken was bij de zogeheten Toronto Blessing, een opwekkingsbeweging uit het laatste decennium van de twintigste eeuw, waarbij er een sterke nadruk lag op lichamelijke manifestaties.
Tijdens de Coronapandemie sprak Maat zich regelmatig uit tegen overheidsmaatregelen. Hij deed voorstellen om op een creatieve manier die maatregelen te omzeilen. Zo deed hij de suggestie om optredens van christelijke muzikanten te labelen als kerkdienst, waardoor de verplichting voor bezoekers zou vervallen om een QR-code te tonen waaruit bleek dat zij gevaccineerd waren of getest op corona.
Maat vertrok in oktober 2022 als directeur van het Evangelisch Werkverband. Hij werd opgevolgd door Janneke Plantinga. Maat wil zich meer richten op het werk voor zijn eigen stichting Return of Hope.

## Persoonlijk
Maat is getrouwd en vader van vier kinderen.